# جيمس ويب (كاتب)
جيمس ويب (بالإنجليزية: James R. Webb)‏ (و. 1909 – 1974 م) هو كاتب سيناريو، من الولايات المتحدة الأمريكية، ولد في دنفر، كولورادو، توفي في نيويورك، عن عمر يناهز 65 عاماً.

## التعليم
تعلم في جامعة ستانفورد.

## جوائز وترشيحات
حصل على جوائز منها:
- جائزة الأوسكار لأفضل كتابة "سيناريو أصلي"، عن عمل: كيف غُلب الغرب.

ترشح لـ:
- جائزة الأوسكار لأفضل كتابة "سيناريو أصلي"، عن عمل: كيف غُلب الغرب.

## وصلات خارجية
- جيمس ويب على موقع IMDb (الإنجليزية)
- جيمس ويب على موقع الموسوعة البريطانية (الإنجليزية)
- جيمس ويب على موقع ألو سيني (الفرنسية)
- جيمس ويب على موقع أول موفي (الإنجليزية)
- جيمس ويب على موقع قاعدة بيانات الأفلام السويدية (السويدية)
- جيمس ويب على موقع قاعدة بيانات الفيلم (الإنجليزية)
- جيمس ويب على موقع كينوبويسك (الروسية)